# Patricia Raymond
Patricia Raymond es una deportista estadounidense que compitió en vela en la clase 470. Ganó una medalla de plata en el Campeonato Mundial de 470 de 1988.

## Palmarés internacional
| \| Campeonato Mundial \| Campeonato Mundial \| Campeonato Mundial \| Campeonato Mundial \| \| Año \| Lugar \| Medalla \| Clase \| \| ------------------ \| ------------------ \| ------------------ \| ------------------ \| \| 1988 \| Haifa (Israel) \| Medalla de plata \| 470 \| |                |                  |       |
| Campeonato Mundial |                |                  |       |
| Año | Lugar          | Medalla          | Clase |
| 1988 | Haifa (Israel) | Medalla de plata | 470   |